# Лузіньяни

Герб королів Кіпру та Єрусалима

Лузіньянський дім (фр. Maison de Lusignan, вірм. Լուսինյան) — французький шляхетний рід. Був представлений у середньовічній Франції, у Єрусалимському та Кіпрському королівствах, а також у Кілікійській Вірменії.

## Історія
Родина Лузіньян була одним із дворянських родів Західної Франції, що отримав своє ім'я за замком Лузіньян, який Лузіньяни тримали як васали графів Пуату і герцогів Аквітанії. У зв'язку з неодноразовою участю Лузіньянів у хрестових походах, у представників цього роду зав'язались тісні зв'язки у державах хрестоносців на Близькому Сході. Ймовірно, тому Аморі Лузіньян, що брав участь у заколоті проти англійського короля Генріха II, тікає від переслідувань до Єрусалимського королівства. Тут він сприяє одруженню свого брата Гі зі спадкоємицею єрусалимського престолу Сибілою. Після смерті її брата Балдуїна IV й малолітнього сина Балдуїна V королем Єрусалимським стає Гі де Лузіньян (у 1186 році). Утім, наступного року Гі був розбитий вщент мусульманами на чолі з Салах ед Діном у битві під Гаттіною. Гі де Лузіньян опинився у полоні і втратив Єрусалим. Після звільнення, однак, у поверненні до Святої Землі йому відмовив Конрад Монтферратський, що був короткий час єрусалимським королем (1192). В результаті Гі купує у Річарда I Левове Серце права на завойований англійцями Кіпр. Після смерті правнука Гі, Гуго III, Кіпр виявився для роду Лузіньян втраченим, оскільки спадкоємець і двоюрідний брат Гуго, будучи також правнуком Аморі, хоч і мав прізвище Лузіньян, але за своїм походженням уже був членом родини графів Пуату.
Гуго V Лузіньян у Франції, завдяки вдалому шлюбу, стає графом Ла-Марським. У той час, коли Аморі та Гі Лузіньяни, молодші представники роду, брали участь у хрестових походах й закріплювали за собою землі на Сході, члени роду, що лишились у Франції, намагались посилити і збільшити володіння, що дістались їм на батьківщині. Рауль Лузіньян, молодший брат Аморі, ставши до шлюбу, придбав графство Е в Нормандії, а Гуго Х Лузіньян, одружившись із вдовою англійського короля Іоанна Безземельного Ізабеллою Ангулемською, стає графом Ангулемським. У той час як графство Е було Лузіньянами за покоління втрачено, графствами Марш і Ангулем вони володіли аж до 1309 року, коли, після смерті останнього графа Лузіньян, його сестри передали ці володіння французькій короні.

## Представники роду Лузіньян до хрестових походів
- Гуго I Мисливець
- Гуго II Добрий, пом. 967 року, збудував замок Лузіньян
- Гуго III Білий, пом. 1012 року.
- Гуго IV Засмаглий, пом. 1026/27 року.
- Гуго V Благочестивий, пом. 1060 року. Був одружений з Альмодіс де ла Марш, дочкою Бернгарда I, графа Марш.

## Представники роду Лузіньян часів хрестових походів
- Гуго VI де Лузіньян, пом. 1102 року, сеньйор де Лузіньян, граф Марш
- Гуго VII де Лузіньян, пом. 1151 року, сеньйор де Лузіньян, граф Марш
- Гуго VIII де Лузіньян, пом. 1165 року, сеньйор де Лузіньян, граф Марш
- Гуго, пом. 1169 року, регент Лузіньяна і Марша, за відсутності батька Гуго VIII, який брав участь у хрестовому поході
- Гуго IX, пом. 1219 року, сеньйор де Лузіньян, граф Марш, граф Ангулем
- Рауль I, сеньйор Іссудун, граф Е
- Гі, пом. 1194 року, король Єрусалимський, король Кіпру
- Аморі, пом. 1205 року, король Кіпру
- Жоффруа I Лузіньян, пом. 1224, сеньйор Монконтур, граф Яффи та Аскалона (1191-93).

## Графи Ла Марш і Ангулем
- Гуго IX, пом. 1219 року
- Гуго Х де Лузіньян, пом. 1249 року під час 7-го хрестового походу
- Гуго XI, пом. 1250 року під час 7-го хрестового походу
- Гуго XII, пом. 1270 року
- Гуго XIII, пом. 1303 року
- Гі I, пом. 1303 року, останній представник роду Лузіньян, графів Марш і Ангулем чоловічої статі
- Іоланда I, пом. 1314 року, передала у 1309 році обидва графства короні
- Гільйом (Вільям) де Валанс, пом. 1294/96 року, граф Пембрук
- Еймар, пом. 1324 року, граф Пембрук

## Королі Кіпру
- Аморі, пом. 1205 року
- Гуго I (король Кіпру), пом. 1219 г., король 1205-18
- Генріх I (король Кіпру), король 1218-53
- Гуго II (король Кіпру), король 1253-67
- Гуго III (король Кіпру), король 1267-84 (син Ізабелли, дочки Гуго I, й Генріха Антіохійського з Аквітанського дому)
- Жан I (король Кіпру), король 1284-85
- Генріх II (король Кіпру), король 1285—1324
- Аморі Тірський, регент 1306-10
- Гуго IV (король Кіпру), король 1324-59
- Петро (П'єр) I, король 1359-69
- Петро (П'єр) II, король 1369-82
- Іоанн Лузіньян, регент
- Жак I (король Кіпру), король (1382-98)
- Янус (король Кіпру), король Кіпру 1398—1432, а також Вірменії та Єрусалима (номінально)
- Жан II (король Кіпру), король Кіпру 1432-58, а також Вірменії та Єрусалима (номінально)
- Шарлотта Лузіньян, королева Кіпру 1458-64, королева Вірменії та Єрусалима (номінально)
- Жак II (король Кіпру), король 1464-73, король Вірменії та Єрусалима (номінально)

Після смерті Жака II й померлого того ж року його новонародженого сина Кіпр, а також королівські титули Вірменії та Єрусалима перейшли до вдови Жака, Катарини Корнаро, яка передала їх 1489 року Венеції.

## Царі Кілікійської Вірменії
- Сибілла Лузіньян, пом. 1230, одружена з Левоном II (царем Кілікійської Вірменії)
- Ізабелла (цариця Кілікійської Вірменії) (Забель), дочка Сибілли й Левона II, цариця 1219-52. одружена з Хетумом I, царем 1226-69
- Левон III, син Ізабелли й Хетума I, цар 1270—1289. Правителі Кілікійської Вірменії з дітей Левона III:
  - Хетум II, цар 1289-93, 1294-97, 1299—1307
  - Торос III, цар 1293-98
  - Смбат, цар 1297-99
  - Костандін II, цар 1299
  - Ізабелла Кілікійська, пом. 1321, одружена з Аморі Тірським
- Костандін III (Гі де Лузіньян, син Аморі Тірського), цар 1342-44
- Костандін IV, (син Болдуїна, онук Костянтина, брата Хетума I) цар 1344-62
- Костандін V, (син Хетума, онук Костянтина, брата Хетума I) цар 1367-73, номінальний король Єрусалимський 1361-69
- Левон VI, пом. 1393, цар 1374-75 (син Іоанна де Лузіньян, онук Аморі Тірського)
- Жак I
- Янус
- Жан II
- Шарлотта Лузіньян
- Жак II.

Останні 5, будучи королями Кіпру, формально були також царями Кілікійської Вірменії.